# Kronplatz
Der Kronplatz (ladinisch und italienisch Plan de Corones) ist ein 2275 m s.l.m. hoher Berg in Südtirol (Italien), am Rande der Pragser Dolomiten. Er gilt als Hausberg von Bruneck und wird ganzjährig genutzt. Der Kronplatz ist ein bekanntes Skigebiet und zählt zum Verbund Dolomiti Superski. 
Im Sommer wird er als Freizeitpark mit Wanderwegen, MTB Trails, Museen und einer Erlebniswelt für Kinder genutzt. „Kronplatz“ nennt sich nicht nur der Berg, sondern auch die Ferienregion rund um den Berg. Auf dem Gipfelplateau des Berges grenzen die drei Gemeinden Bruneck, Enneberg und Olang aneinander.

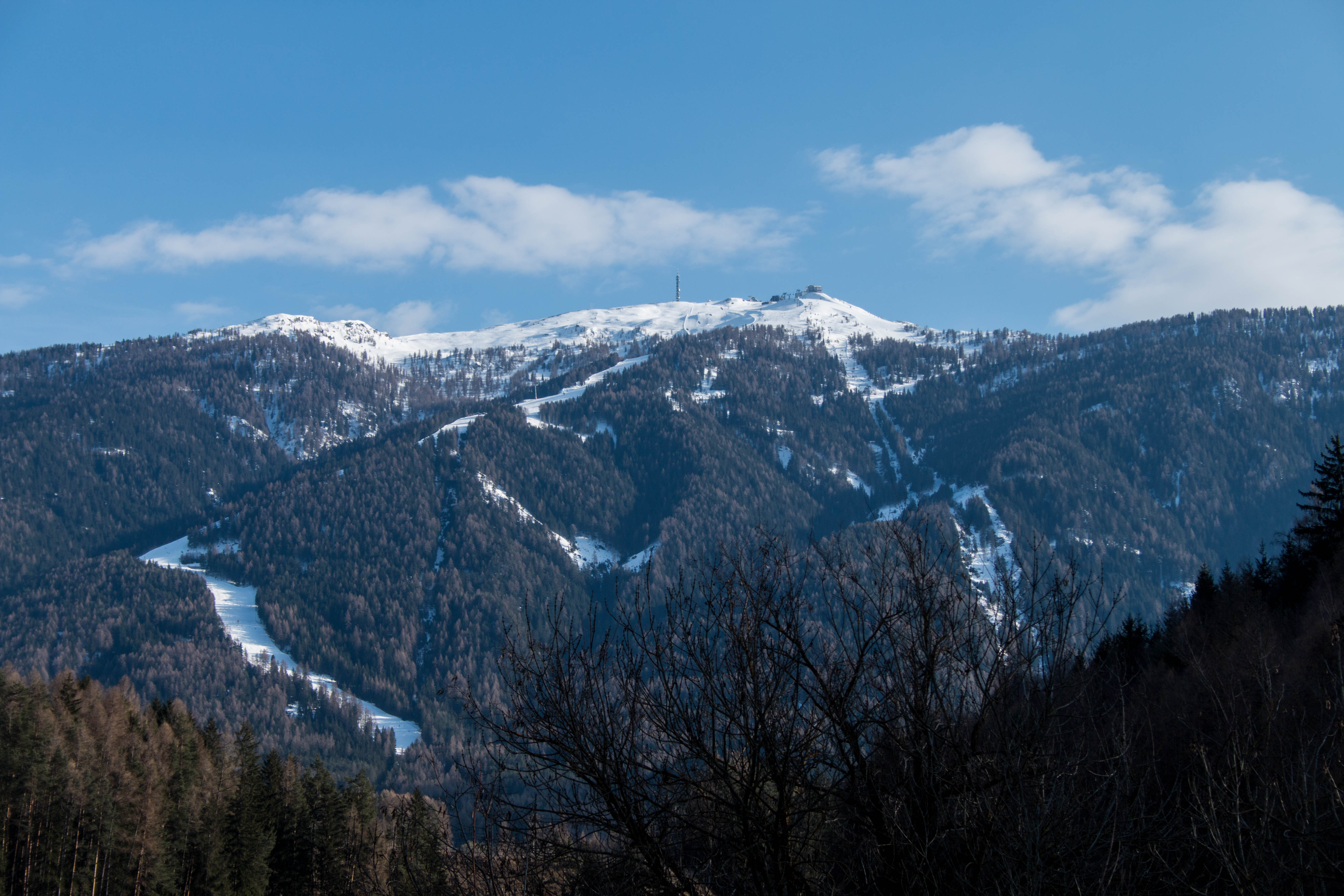
Nördliche Ansicht des Kronplatzes

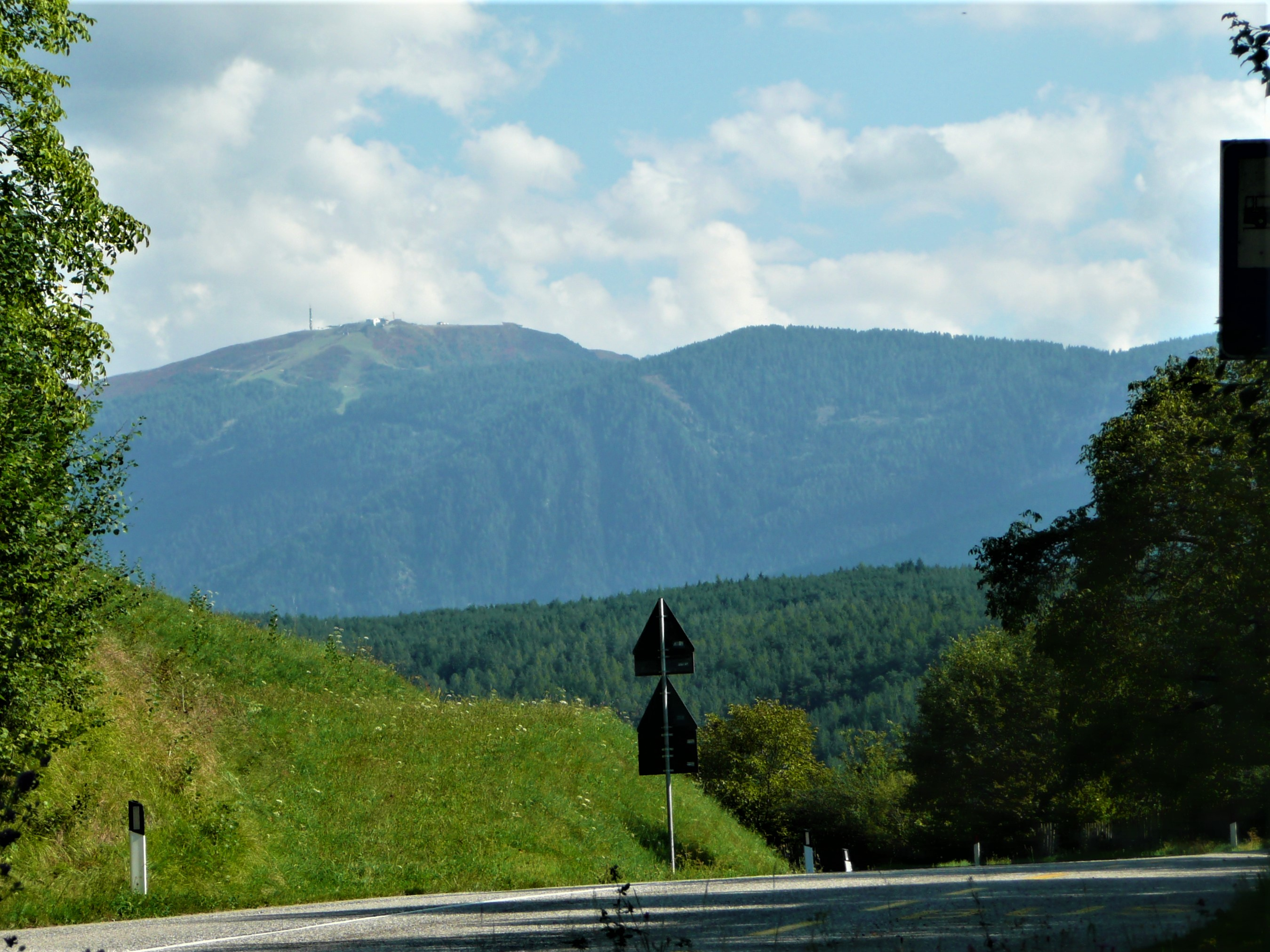
Ansicht des Kronplatzes von der Burg Schöneck gesehen

Der Name Kronplatz ist eine Entlehnung aus dem ladinischen Toponym Plan de Corones. In der Fanes-Sage ist der Kronplatz der Ort, an dem Dolasilla, die unverwundbare Prinzessin des Reiches der Fanes, bekrönt wurde.
Auf dem Kronplatz steht der Sender Kronplatz, der Teile des Pustertals versorgt.

## Skigebiet

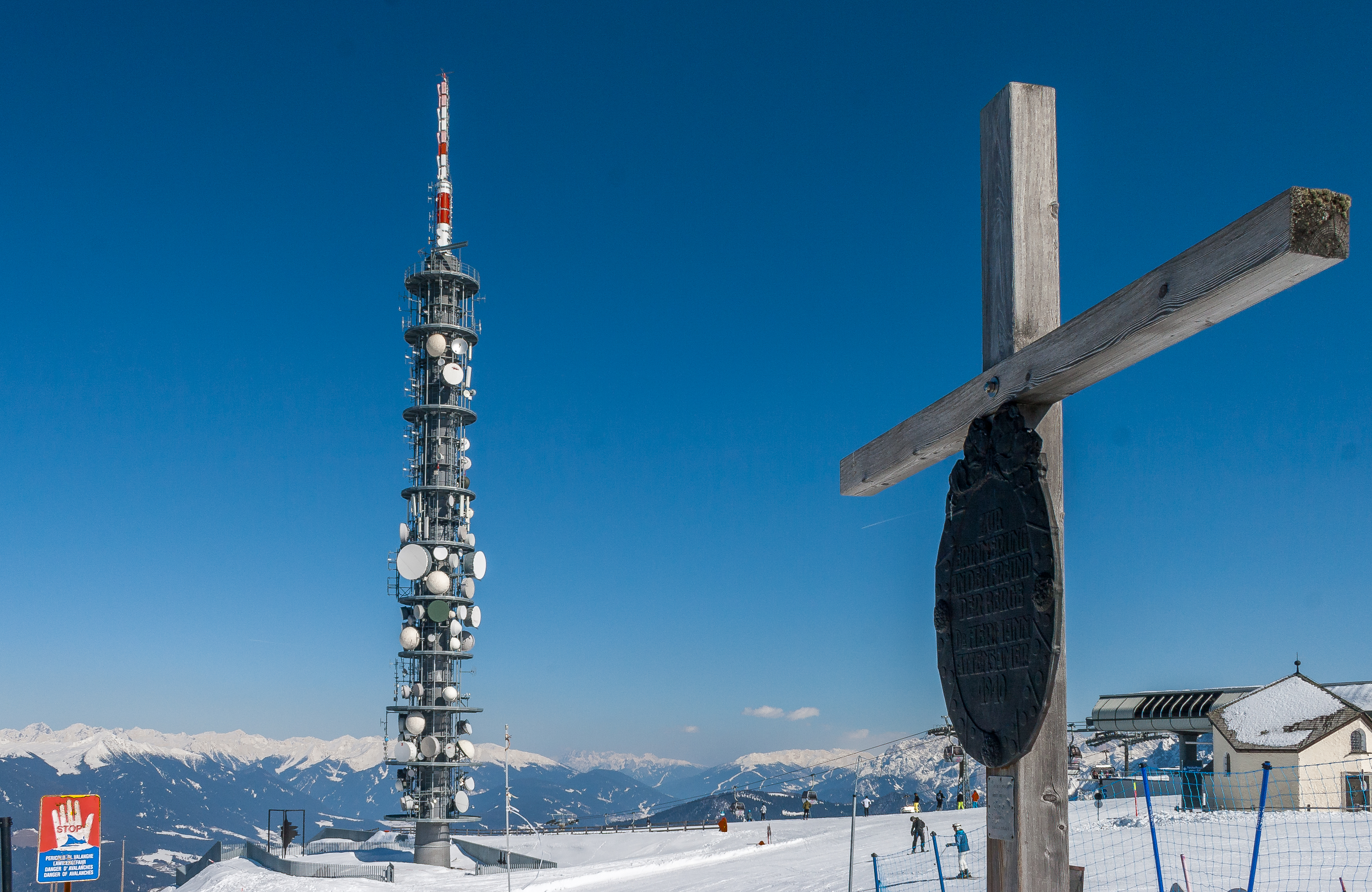
Gipfelkreuz des Kronplatzes

### Geschichtliche Entwicklung
Schon vor dem Ersten Weltkrieg wurde der Bau einer Seilbahn von Bruneck auf den Kronplatz ins Auge gefasst. Dieses Projekt konnte wegen des Krieges und der widrigen Verhältnisse der Zwischenkriegszeit nicht verwirklicht werden.
Ausgangspunkt für die touristische Erschließung wurde das 1894 errichtete und 1911 erweiterte Kronplatz-Schutzhaus, als dessen maßgeblicher Initiator der k.k. Landesschützen-Major Mathias Platter als Vorstand der Sektion Bruneck des Deutschen und Österreichischen Alpenvereins wirkte – er engagierte sich auch im Wegebau und bei der Markierung der Steige.
Am 19. Jänner 1938 war es abermals so weit: Bei der Sitzung des Verwaltungsrates der „Funivia Dolomiti Monte Corona AG“ wurde über deren Gründung und Eintragung bei Gericht berichtet. Das in Auftrag gegebene Projekt für den Bau einer Seilbahn scheiterte aufgrund von Schwierigkeiten bei der Beschaffung des Finanzierungskredites in Höhe von einer Million Lire. 1939 wurde bei einer Vollversammlung der Aktiengesellschaft, bei der es vor allem um deren Auflösung ging, beschlossen, sie für mindestens ein Jahr weiterzuführen. Im November 1939, also nach Beginn des Zweiten Weltkriegs, wurde die Seilbahngesellschaft aufgelöst.
Als in den 1950er Jahren Willy Kofler, damaliger Präsident des Brunecker Fremdenverkehrsamtes, die Erschließung des Kronplatzes durch eine Seilbahn vorantrieb, scheiterte dies wiederum an der fehlenden Unterstützung jener Kreise, die über das notwendige Kapital verfügt hätten. Erfolg war erst Ernst Lüfter und einer Gruppe von Brunecker Bürgern beschieden, die Ende der 1950er Jahre den Seilbahnbau erneut aufgriffen und lancierten.
1960 wurde die „Kronplatz Seilbahn Genossenschaft m. b. H.“ gegründet. Das Genossenschaftskapital betrug 550.000 Lire. 1961 wurde die Genossenschaft in eine Aktiengesellschaft („Kronplatz Seilbahn AG Bruneck“) umgewandelt. Das Gesellschaftskapital betrug 1 Million Lire.
Als am 27. September 1961 an die Baufirma „Gebrüder Reichegger“ aus Sand in Taufers eine erste Anzahlung für den Bau einer Materialseilbahn erging, gab es mit dem eigentlichen Seilbahnprojekt noch Probleme, da es 283 Millionen Lire gekostet hätte.
Zudem erhielt das Vorhaben vom römischen Verkehrsministerium aufgrund zu geringer Förderleistung kein grünes Licht. Man musste sich anderweitig umsehen. In der Folge wurden mehrere Betriebe eingeladen, Offerten einzureichen. 1962 erhielt die Ceretti & Tanfani S.A. (Mailand) den Zuschlag, die für den Bau der Seilbahn 137 Millionen Lire verlangte.
Am Beginn gab es große Schwierigkeiten, da vorerst lediglich 38 Prozent des gezeichneten Aktienkapitals (100 Millionen Lire) eingezahlt worden waren. „Mediocredito“ von Trient sicherte ein Darlehen von 180 Millionen Lire zu. Zudem stellte die Sparkasse Bruneck einen Übergangskredit von 40 Millionen bereit.
Im Frühsommer 1963 begann man mit dem Bau des ersten Skiliftes „Belvedere“. Trotz diverser Schwierigkeiten konnten dieser und die Seilbahn von Reischach auf den Kronplatz in der Weihnachtszeit 1963 in Betrieb genommen werden. Damit war die Erschließung des Brunecker Hausbergs für den Wintersport eingeleitet, was eine stetige Investitionspolitik nach sich zog. Im ersten Skiwinter waren die Einnahmen enttäuschend. Den Verpflichtungen konnte man nur durch die Aufnahme eines Kredites in Höhe von 125 Millionen Lire nachkommen. Als 1964 der finanzielle Zusammenbruch der AG drohte, wandte man sich nach Nordtirol und erhielt ein Darlehen von 5.000.000 ÖS. Weitere Hilfen folgten.
1964 wurde das Brunecker Haus des Alpenvereins Südtirol auf dem Kronplatz eingeweiht, das in den 1990ern – nun mitten in einem ausgedehnten Skigebiet gelegen und daher für Bergsteiger nicht mehr sinnvoll nutzbar – verkauft und anschließend abgerissen wurde.
1967 wurde der „Sonnenlift“ geplant, und im selben Jahr wurde auch die Fertigstellung der Bergstation samt Restaurant ins Auge gefasst. Ab dem Winter 1970/71 konnte die 5,4 km lange „Silvesterabfahrt“ befahren werden. Die Arbeiten an der Bergstation und der Bau des Restaurants konnten 1974 abgeschlossen werden.
Einen regen Winterbetrieb erlebte der Kronplatz bereits in den späteren 1960er Jahren. Die Skilifte „Belvedere“, „Ochsenalm“, „Korer“, „Marchner“ sowie „Furkel“ und „Alpen“ gingen in Betrieb. Der Kronplatz entwickelte sich zum Senkrechtstarter unter den Skigebieten Italiens. 1973 war das Skigebiet derart bekannt, dass die Aufstiegsanlagen den Ansturm fast nicht mehr bewältigen konnten. So sollte eine neue Aufstiegsanlage von Reischach aus Entlastung bringen, und 1973 wurde der Bau des „Herrnegg-Sesselliftes“ und des „Pramstall-Schleppliftes“ beschlossen.
Mitte der 1970er Jahre hatte sich die finanzielle Situation entspannt, und es konnte nach 13 Jahren erstmals eine Dividende ausbezahlt werden. Man ging nun zielstrebig an den Ausbau bereits bestehender Anlagen oder an deren Ersetzung durch modernere Anlagen. Neben anderen Umbauten beschloss man auch die Ersetzung der Seilbahn durch eine moderne Umlaufbahn. Es handelte sich um eine Neuentwicklung, d. h. um den Bau von zwei aufeinander koppelbaren Umlaufbahnen. Es gelang, termingerecht beide Bahnen (Kronplatz I und II) zu Beginn des Winters 1986/87 in Betrieb zu nehmen. Die Anlage gehörte bei der Inbetriebnahme zu den leistungsstärksten der Welt (2.250 Personen pro Stunde).
Durch die erhöhte Beförderungskapazität ergab sich zwangsläufig ein größerer Andrang an Skifahrern. Die Parkplätze bei der Talstation reichten nicht mehr aus, so dass zusätzliche Parkflächen bereitgestellt werden mussten.
Im Jahr 2000 wurde die Aufstiegsanlage „Kronplatz 2000“ in Betrieb genommen, die parallel zur Umlaufbahn verläuft. Der „Herrnegg-Sessellift“ wurde abgerissen.
2003 wurde „Kronplatz I und II“ durch eine moderne 8er-Kabinenbahn ersetzt. Mit den beiden Umlaufbahnen können 3.950 Personen pro Stunde auf den Kronplatz transportiert werden.
In den darauffolgenden Jahren wurden weitere Modernisierungsmaßnahmen durchgeführt. 2011 öffnet die 10er Kabinenbahn „Ried“ inklusive sieben Kilometer langer Talabfahrt und mit direkter Anbindung an die Pustertalbahn am Bahnhof Percha.
Das Projekt soll zum einen helfen, den Verkehr in der Kronplatzregion zu vermindern und gleichzeitig die Skigebiete im Pustertal über die Eisenbahn miteinander verbinden.
Das „Projekt Ried“ löste im Vorfeld in den anliegenden Dörfern um den Kronplatz aber auch heftige Diskussionen aus. Bei einer informellen Volksbefragung im Jahr 2008 in Reischach, einer Fraktion von Bruneck, hatte sich die Bevölkerung gegen das Projekt Ried ausgesprochen. Die Beteiligung an der formellen Volksbefragung in der Gemeinde Bruneck 2010 lag aber unter 40 % und erreichte somit nicht das benötigte Quorum. Das Projekt Ried wurde von der Südtiroler Landesregierung am 15. Dezember 2008 nach positiver Umweltverträglichkeitsprüfung genehmigt. Die Inbetriebnahme erfolgte 2011.
Ab 2010 setzte der Kronplatz massiv auf den Ausbau der Sommeraktivitäten. Mit dem Bau des Museums MMM Corones, welches 2015 eröffnet wurde, und dem Museum Lumen für Bergfotografie 2018 entstanden zwei kulturelle Einrichtungen. Es wurden Mountain-Bike-Trails und barrierefreie Wanderwege angelegt sowie in Zusammenarbeit mit den Seilbahngesellschaften Olang und St. Vigil eine Vielfalt an Freizeitaktivitäten auf dem Gipfelplateau verwirklicht. Im Sommer 2021 wurde der Erlebnispark für Kinder „Little Kronplatz“ eröffnet.
In der umgebauten Bergstation befindet sich neben dem Lumen-Museum auch das Restaurant AlpiNN vom Südtiroler 3-Sternekoch Norbert Niederkofler.

### Umfang

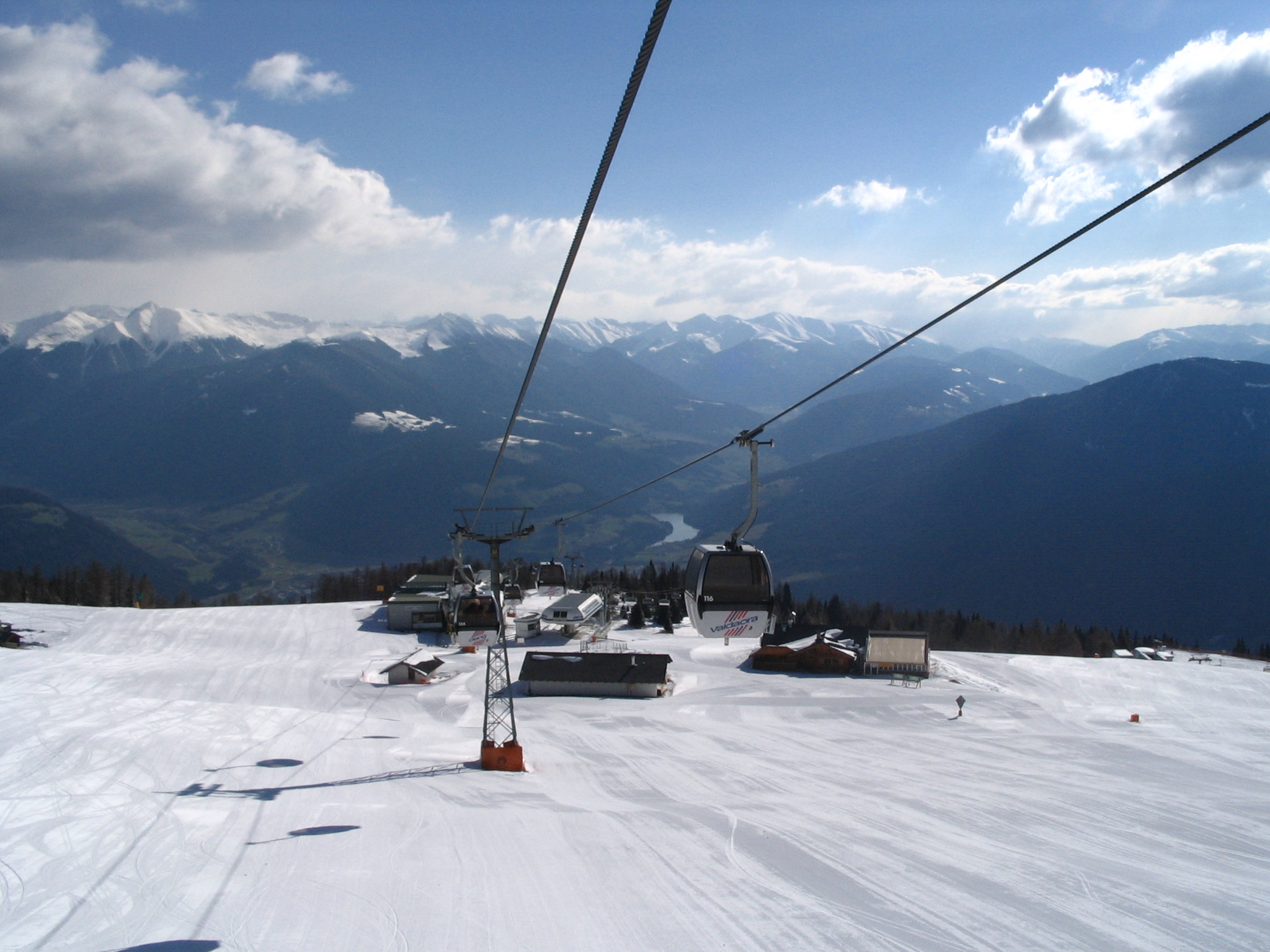
Kronplatz: Blick nach Osten auf die Mittelstation des Olang-Lifts und die Bergstation des Arndt-Lifts

Das Skigebiet Kronplatz bietet insgesamt 119 Kilometer präparierte Pisten in Höhenlagen zwischen 920 und 2275 Metern, die durch insgesamt 32 Aufstiegsanlagen mit einer Beförderungsleistung von 73.761 Personen pro Stunde bedient werden. Alle Skipisten im Skigebiet können durch insgesamt 608 Beschneiungsanlagen künstlich beschneit werden. Es gilt daher als schneesicher. (Stand: August 2020)
Der Kronplatz selbst als Hauptberg des Skigebietes besitzt elf moderne Gondelbahnen sowie vier Sessellifte, die von drei Seiten bis auf die breite, im oberen Teil baumfreie Kuppe hinaufführen. Weitere acht Gondelbahnen und ein Sessellift liegen an den zwei anderen Bergen des Skigebietes, dem Piz da Peres und dem Piz de Plaies. Der Piz da Peres liegt südlich in direkter Nachbarschaft zum Kronplatz. Im Südwesten schließt sich der Piz de Plaies durch eine Verbindungsgondelbahn an, die über die Ortschaft St. Vigil hinwegführt. Im Skigebiet gibt es weiterhin sechs Skilifte an kleineren Skihängen in der näheren Umgebung des Kronplatzes, die sich auf das Pustertal, das Gsieser Tal und das Antholzer Tal verteilen und nicht direkt an das Hauptgebiet angeschlossen sind.
Der Kronplatz bietet fünf zwischen 5 und 7 Kilometer lange Talabfahrten:
- zwei ca. 5 km lange Abfahrten nach Reischach in Richtung Bruneck (1160 m Höhendifferenz),
- eine 5 km lange Abfahrt nach Gassl in Richtung Olang (1110 m Höhendifferenz),
- eine 6 km lange Abfahrt nach St. Vigil (1070 m Höhendifferenz).
- eine 7 km lange Abfahrt nach Percha (1355 m Höhendifferenz).
- und eine 2 km lange schwarze Piste (500 m Höhendifferenz) vom Piz de Plaies nach Piculin im Gadertal mit Skibusanschluss nach Alta Badia.

Die Abfahrten sind durch den Einsatz zahlreicher Beschneiungsanlagen bis in den Frühling befahrbar.

### Kronplatz Seilbahn AG
Die 1961 gegründete Kronplatz Seilbahn AG ist eines der drei Seilbahnunternehmen, das die Aufstiegsanlagen am Kronplatz führt. Die Umsätze im Geschäftsjahr 2018/2019 beliefen sich auf etwas mehr als 23,5 Millionen Euro, das Ergebnis vor Steuern auf 3,5 Millionen Euro. Während des Geschäftsjahrs 2018/2019 gab das Unternehmen 15 Fixbeschäftigten und 83 Saisonbeschäftigten Arbeit. Die Gesellschaft hat im Laufe der Zeit ihre Aktivitäten kontinuierlich erweitert. 1996 wurde gemeinsam mit der Olanger Seilbahngesellschaft die Kronplatz Gastronomie GmbH gegründet. Diese führt sechs Gastronomiebetriebe am Berg und im Tal.
Im Jahr 2018 wurde die Kronplatz Touristik GmbH gegründet. Diese entwickelt und führt Beherbergungs- und Gastronomiebetriebe, wie das historische Hotel Post mit dem Restaurant Cosmo im Zentrum Bruneck und das Hotel Schloss Sonnenburg in St. Lorenzen. Ein Campingplatz in Reischach direkt an der Skipiste ist derzeit in Planung.

### Kronplatz Holding AG
Das Wachstum der Kronplatz Seilbahn AG, wie auch die Erweiterungen der Geschäftsbereiche haben dazu geführt, dass die Tätigkeit immer komplexer wurde. Deshalb wurde im Oktober 2020 im Rahmen der Aktionärsversammlung beschlossen, die Kronplatz Seilbahn AG in die Kronplatz Holding AG umzuwandeln und darunter die Geschäftsbereiche Seilbahn -Touristik - Gastronomie als eigenständige operative Gesellschaften zu führen.
Der Verwaltungsrat hat neun Mitglieder, der Aufsichtsrat drei. Präsident des Verwaltungsrates ist Christian Gasser, Präsident des Aufsichtsrates Gerd Baumgartner (Stand: 2021).

### Alpiner Skiweltcup
Auf der Piste Erta in St. Vigil wird im Rahmen des Alpinen Skiweltcups seit 2017 jährlich ein Riesenslalom der Damen ausgetragen.

#### Siegerliste
| Saison  | Datum      | Siegerin            |
| ------- | ---------- | ------------------- |
| 2016/17 | 24.01.2017 | Federica Brignone   |
| 2017/18 | 23.01.2018 | Viktoria Rebensburg |
| 2018/19 | 15.01.2019 | Mikaela Shiffrin    |
| 2020/21 | 26.01.2021 | Tessa Worley        |
| 2022/23 | 24.01.2023 | Mikaela Shiffrin    |
| 2022/23 | 25.01.2023 | Mikaela Shiffrin    |
| 2023/24 | 30.01.2024 | Lara Gut-Behrami    |
| 2024/25 | 21.01.2025 | Alice Robinson      |

## Concordia 2000

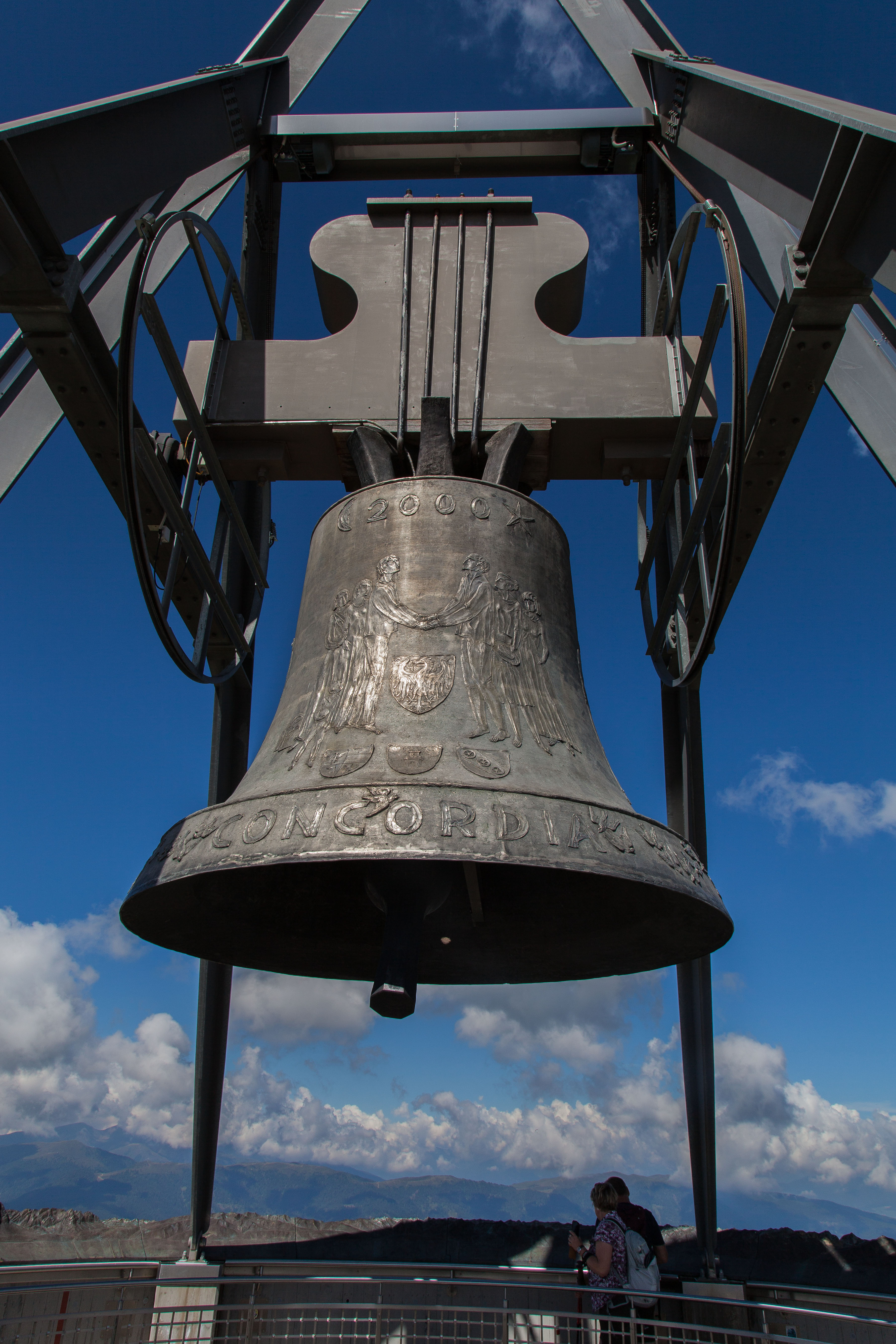
Kronplatz

Der Skipionier Erich Kastlunger aus St. Vigil schlug anlässlich der Jahrtausendwende vor, auf dem Gipfelplateau des Kronplatzes eine große Glocke aufzustellen. Nach Absprache mit den verschiedenen Seilbahngesellschaften wurde dem Projekt grünes Licht erteilt.
Der Künstler Paul de Doss-Moroder aus St. Ulrich in Gröden wurde damit beauftragt, die Friedensglocke „Concordia 2000“ zu entwerfen. Sie sollte ein Zeichen des Dankes an alle sein, die am Ausbau des Skibergs mitgewirkt hatten, und als Mahnmal für Eintracht und Frieden dienen.
Die Glocke wurde im Sommer 2003 in der Spitze des Aussichtsturmes installiert.

## St.-Sebastian-Kapelle

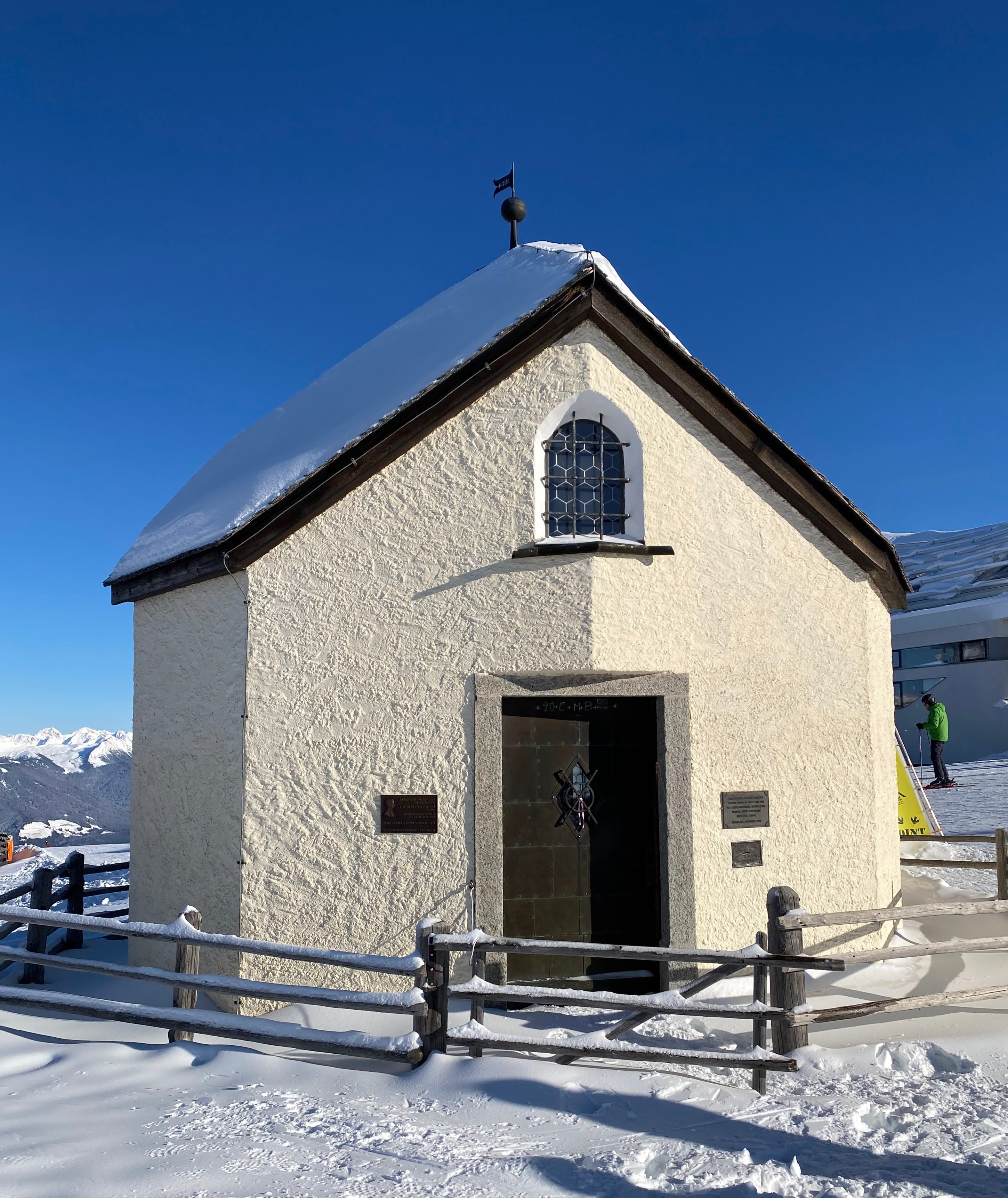
Die Kapelle auf dem Kronplatz

Auf der Gipfelhöhe des Kronplatzes befindet sich eine im Jahr 1984 errichtete und dem Hl. Sebastian geweihte Bergkapelle, auch Kronplatz- oder Schützenkapelle genannt. 2018 wurde in der Kapelle von den Schützenverbänden Nord- und Südtirols – anlässlich des hundertjährigen Gedenkens an das Ende des Ersten Weltkriegs und die damit verbundene Teilung Tirols – eine Reliquie von Kaiser Karl I., dem letzten habsburgischen Herrscher, hinterlegt.
Gleich neben der Kapelle findet sich das Gipfelkreuz des Spitzhörnle, an dem eine 1910 angebrachte Erinnerungstafel an den 1908 verstorbenen Stabsarzt und Bergsteiger Dr. Heinrich Attensamer aus München erinnert.

## Radsport
Die 16. Etappe des Giro d’Italia 2008 führte am 26. Mai 2008 in einem 12,9 km langen Bergzeitfahren von St. Vigil auf den Kronplatz. Auch die 93. Auflage des Giro im Jahr 2010 besuchte den Kronplatz.

## Messner Mountain Museum

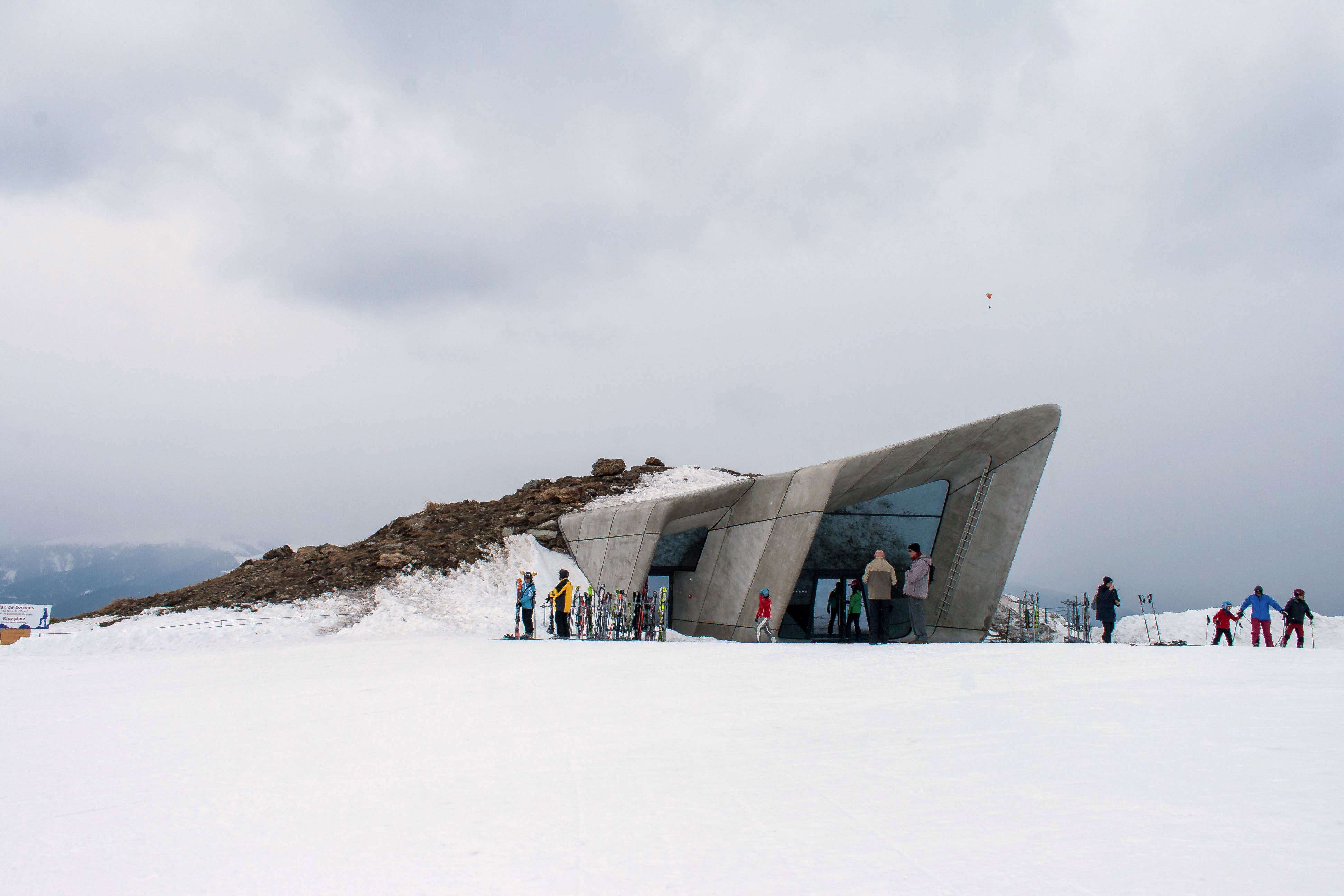
Das Messner Mountain Museum

Am 24. Juli 2015 eröffnete der Extrembergsteiger Reinhold Messner auf dem Kronplatz das MMM Corones, den sechsten und letzten Teil seiner Museumskette Messner Mountain Museum, in welchem das Thema ‚Klettern‘ abgehandelt wird. Der Bau wurde von der Architektin Zaha Hadid realisiert.

## Lumen – Museum of Mountain Photography
Am 20. Dezember 2018 wurde am Kronplatz, im Areal der umgebauten alten Bergstation, das Museum für Bergfotografie Lumen eröffnet.

## Auszeichnungen und Rezeption
Der Kronplatz erhielt 2018 die Auszeichnung Ski Resort des Jahres 2018.

## Bergnamen
Der eindeutig ältere ladinische Name Plan de Corones könnte auf ein alpenromanisches *corōna mit der Bedeutung 
„Felsterrasse“ zurückgehen. Die deutsche Verkürzung auf Kron- hatte eine volksetymologische Deutung als „Platz der Krone“ zur Folge, eine Einblendung der Fanes-Sage, in der der Berg der Krönungsort der Dolasilla ist.
Historisch war der höchste Punkt auch als Spitzhörnle bekannt, so beispielsweise in der Beschreibung durch Ludwig Steub. Heute wird nur noch ein nordöstlich vorgelagerter Vorgipfel als Spitzhörnle bzw. ladinisch Col de Calzabörna (wörtlich „Blaustrumpf-Bichl“) bezeichnet.